# Wołodymyr Onufrejczyk
Wołodymyr Onufrejczyk (Włodzimierz Onufrejczuk, ukr. Володимир Онуфрейчук, ur. 19 marca 1900 w Dubecznie w powiecie kowelskim, zm. XX w.) – ukraiński działacz społeczny i polityczny, poseł na Sejm V kadencji w II RP.

## Życiorys
Pochodził z rodziny chłopskiej. W 1918 roku wstąpił ochotniczo do Armii Czynnej Ukraińskiej Republiki Ludowej, a następnie do Wojska Polskiego. Po opuszczeniu wojska (w 1921) i działał w spółdzielczości i organizacjach oświatowych. Pracował w urzędzie gminnym w Ołyce i Czartorysku. Był wójtem gminy Nowy Czartorysk i Szczurzyn. Po przeniesieniu się do Włodzimierza został referentem podatkowym magistratu. Mandat poselski uzyskał w okręgu nr 57 Kowel.